# Mitsui Fudosan
 (octobre 2023).
Si vous disposez d'ouvrages ou d'articles de référence ou si vous connaissez des sites web de qualité traitant du thème abordé ici, merci de compléter l'article en donnant les références utiles à sa vérifiabilité et en les liant à la section « Notes et références ».
Mitsui Fudosan Co., Ltd. est une entreprise immobilière japonaise qui fait partie de l'indice TOPIX 100. Ses locaux sont situés dans le Yokohama Mitsui Building, à Tokyo.